# Гримницкий договор
Гримницкий договор (нем. Vertrag von Grimnitz) 26 августа 1529 года стал окончательным урегулированием давнего спора между Померанским домом и домом Гогенцоллернов о правовом статусе и правопреемстве в Герцогстве Померания. Он обновил и изменил Пиритцкий договор 1493 года.
С некоторыми официальными оговорками Померанский дом признал Герцогство Померания как непосредственный имперский феод. В свою очередь, курфюршеству Бранденбург было предоставлено право на его наследование. Договор был заключен между Иоахимом Нестором, курфюрстом Бранденбургским, и померанскими герцогами Барнимом IX и Георгом I в Гримнице близ Эберсвальде и был подтвержден Карлом V, Императором Священной Римской империи, в 1530 году на Императорском рейхстаге в Аугсбурге.

## Предпосылки
Бранденбургско-померанский конфликт заключался в том, должен ли Померанский дом владеть Герцогством Померания в качестве феода от курфюршества Бранденбург или в качестве непосредственного феода императоров Священной Римской империи. Он был временно урегулирован в 1493 году, когда Иоганн Цицерон из бранденбургских Гогенцоллернов, и Богуслав X Померанский, заключили Пиритцкий договор. Этот договор отменил обязанность померанских герцогов владеть своим герцогством в качестве феода у Гогенцоллернов, как это было предусмотрено в предыдущих договорах в Пренцлау (1472/1479), но предоставил Гогенцоллернам право наследования в случае пресечения Померанского дома.
В Пиритце Иоганн Цицерон надеялся на быструю кончину тогдашнего бездетного Богуслава X, но когда у него появились дети, он заинтриговал его, чтобы помешать ему эффективно получить имперскую наследственность герцогством. Вместо того, чтобы принять сторону в споре Гогенцоллернов и померанцев, император Карл V предоставил власть обоим домам и взимал соответствующие налоги с обоих. Когда Богислав X умер в 1523 году, его унаследовали его сыновья Барним IX и Георг I, которые вместе правили и продолжали спор с преемником Иоганна Цицерона, Иоахимом Нестором.
После некоторой сенсации на собраниях Имперского рейхстага различные дворяне Священной Римской империи предложили выступить посредником в конфликте, и в результате успешного посредничества герцогов Брауншвейга, Эрика I и Генриха IV, был подписан договор в Ягдшлосс-Гримнитц, охотничьем поместье бранденбургских курфюрстов в Уккермарке, к северу от Эберсвальде.

## Положения
Иоахим I Нестор принял императорскую непосредственность герцогства Померания. Померанские князья Барним IX и Георг I приняли право Бранденбургского курфюрста на наследство в герцогстве Померания, если Померанский дом пресекется.
Бранденбург должен был быть проинформирован до любого принятия решений померанскими герцогами, и им были предоставлены права нести флаги, которые померанцы получили от Императора Священной Римской империи во время церемониальной инвеституры. Бранденбургским послам было также предоставлено право присутствовать на церемониальных приемах клятв верности, данных померанскому герцогу померанским дворянством. Бранденбургские курфюрсты как коренные жители также получили право быть наделенным императором наследственным правом наследования в Померании. С каждой последующей присягой новых герцогов договор должен был быть официально продлен.
Кроме того, бранденбургским курфюрстам были предоставлены права на титул и герб Померанских герцогов, которые им разрешалось демонстрировать, когда и где сами Померанские герцоги отсутствовали.

## Реализация

### Инвеститура
Положения договора об инвеституре вступили в силу на Аугсбургском рейхстаге в 1530 году, когда померанские герцоги Барним IX и Георг I впервые официально получили свое герцогство в качестве феода. Император Карл V и курфюрсты были первыми, кто вошел в рейхстаг, и после того, как они заняли свои места, Иоахим I Нестор официально объявил, что он протестует против инвеституры в Померанском доме, но будет удовлетворен, если ему позволят принять участие в церемонии и нести померанские флаги. Император ответил, что протест зафиксирован. Георг, маркграф Бранденбург-Ансбаха, поддержал протест курфюрста.
Затем Померанские герцоги вошли в рейхстаг со своим окружением, неся флаги Померании, Штеттина, Кашубии, Вендена, Барта, Рюгена, Вольгаста, Узедома и Буккова, вручили флаги императору и на коленях дали ему присягу на верность, курфюрст Иоахим I Нестор возобновил свой протест, и, когда померанские герцоги получили флаги от императора, он вышел вперед и положил руки на каждый из них. Эта формализованная процедура повторялась при каждой новой инвеституре.

### Право наследования
Последний герцог Померании, Богислав XIV, умер в 1637 году во время Тридцатилетней войны. Георг Вильгельм, курфюрст Бранденбурга, претендовал на правопреемство на основании оговорки о наследовании в Гримницком договоре.
Тем не менее, Богислав XIV заключил союз со Швецией в Штеттинском договоре (1630) и определил, что Швеция должна управлять герцогством Померания после его смерти. Швеция отказалась передать герцогство. Было достигнуто соглашение о разделении герцогства на шведскую и бранденбургскую части в Вестфальском мире (1648), которое было введено в действие в рамках Штеттинского договора (1653).